# Artemisia mesatlantica
Espèce
Artemisia mesatlantica est une espèce de plantes à fleurs de la famille des Asteracées, endémique du Maroc. Une étude a démontré les propriétés antibactérienne et antifongique de son huile essentielle, composée principalement de β-thuyone (à 56,33%), de camphène (à 7,48%) et de camphre (4,17%).